# Orlando López
Pour les articles homonymes, voir López.
Orlando López, surnommé Cachaíto, né le 2 février 1933 à La Havane et mort le 9 février 2009, est un musicien cubain. Il est le fils d'Orestes López (compositeur, bassiste, pianiste, violoncelliste) et neveu du célèbre Israel "Cachao" López (compositeur).

## Biographie
Le père et l'oncle d'Orlando ont révolutionné la musique cubaine des années 1930 aux années 1950 : pères fondateurs des descargas (jam sessions), ils ont aussi transformé le danzón vers la fin des années 1930  avec des rythmes africains, le nuevo de ritmo et inventé le mambo.
Enfant, il a commencé par étudier la contrebasse (violoncelle au début).
Le premier morceau que Cachaíto a appris était ‘Isora’, composé par sa tante Coralia (qui a dirigé l'orchestre de danzón Isora Social Club les week-ends).
À 13 ans, Cachaíto a composé son premier morceau, un danzón, appelé Isora Infantil.
Son père l'emmenait partout avec lui, il a ainsi vu Arcaño y sus Maravillas et Arsenio Rodriguez.
Cachaíto a rapidement développé une maîtrise du jeu de contrebasse - puissante mais précise, avec une capacité à changer rapidement pour accompagner les solos (une précision venant de sa formation classique et des exigences du danzón), et un swing énorme.
Cachaíto a appris à ne pas jouer trop de notes mais à se concentrer sur le reste de l'orchestre, et à garder une constance pour les danseurs.
Avant d'avoir eu 17 ans, Cachaíto a succédé à son oncle en tant que bassiste d'Arsenio Rodriguez.
En 1952 il joue de la basse dans l'orchestre Bambú, et en 1957 avec l'orchestre Riverside de La Havane. En 1960 il a suivi son père et est devenu un bassiste avec l'orchestre symphonique national, 
prenant un certain nombre de cours avec le bassiste tchèque Karel Kopriva. 
Sa carrière est partagée entre la musique classique et populaire. Cachaíto a également joué du jazz en fin de nuit.
Il a joué avec une foule de différents musiciens des descargas (jam sessions) jusqu'à l'aube tôt dans les clubs partout à La Havane.
Il a joué pour des chanteurs de filin comme Omara Portuondo, et pour des chanteurs de boléro tels que César Portillo de la Luz.
À l'invitation du directeur musical Manuel Galbán, il a joué de la basse sur les albums de Los Zafiros, un des groupes vocaux les plus iconoclastes et les plus expérimentaux des années 1960.
En 1965, il participe à l'hommage  de Leo Brouwer à Charlie Mingus, avec le pianiste Chucho Valdés et le saxophoniste Paquito d'Rivera.
Cachaito a également joué de la basse électrique avec Irakere.
En 1996, Juan de Marcos González l'invite aux studios Egrem pour enregistrer avec les Afro-Cuban All Stars, Buena Vista Social Club et l'album de Rubén González.

## Album Cachaíto
World Circuit, 2001. WCD061. Enregistré à La Havane et Londres.

### Musiciens
- Orlando Cachaíto López: contrebasse
- Miguel Angá Díaz : congas, percussions
- Amadito Valdés : timbales
- Carlos González: bongo
- Alejandro Pichardo: güiro, claves, trompette
- Bigga Morrison: orgue Hammond
- Manuel Galbán: guitare électrique
- Dee Nasty : scratching
- Pedro Depestre: violon
- Pee Wee Ellis: saxo ténor, orgue Hammond
- Ibrahim Ferrer : chant
- Juan de Marcos González : tres
- Rafael Jimmy Jenks: saxo ténor
- Hugh Masekela: flugelhorn
- Yaure Muñiz: trompette
- Johnny Neptuno: tres
- Jesús Aguaje Ramos: trombone
- Policarpo Polo Tamayo: flûte
- Si Burwell: claviers
- José Maracaibo Castañeda: tres
- Junior Dan: basse électrique
- Roberto Fonseca: piano
- Tony Remy: guitare électrique
- Filiberto Sánchez: bongo
- Javier Zalba: saxo baryton
- Antonio Jiménez. saxo ténor
- Braulio Hernández: saxo ténor
- Pantaleón Sánchez: saxo alto
- Román Felio: saxo alto
- Demetrio Muñiz. trombone
- Antonio Leal: trombone
- Guajiro Mirabal : trompette
- violons: Pedro Depestre, Ariel Sarduy, Humberto Legat, Gerardo García, Javier Filiú, Silvio Duquesne, Rogelio Martínez, Hugo Cruz
- violon alto: José Maron, Ángel Zaldívar, Roberto Herrera Díaz, Enrique Navarro Galces
- violoncelles : Roy Ávila, Arelis Zaldívar

### Titres
1. Siempre con swing (Intro)
2. Redención
3. Mis dos pequeñas
4. A gozar el tumbao
5. Cachaíto in Laboratory
6. Tumbao Nro. 5 (dédié à Charlie Mingus)
7. Conversación
8. Tumbanga
9. Oración lucumí
10. Wahira
11. Anaís
12. La negra